# Патологічний процес
Патологічний процес — закономірна динамічна сукупність складних рефлекторних реакцій в тканинах, органах та системах, спрямованих на компенсацію впливу і/або наслідків впливу подразника (шкідливого чинника). Патологічний процес характеризується: стереотипністю, універсальністю, відносним полісилогізмом і автохтонністю, еквіфінальністю, а також характерною онтогенетичною динамікою.

## Ключові характеристики патологічних процесів
1. Стереотипність — наявність характерних рис типового патологічного процесу незалежно, в якому органі чи тканині він відбувається, яка причина його викликає.
2. Універсальність — патологічні процеси можуть протікати в структурі різних нозологічних одиниць.
3. Відносна поліетіологічність — відносність причинності пускового фактора патологічного процесу (причинний фактор виконує лише пускову, тригерну роль і не є постійно діючим).
4. Автохтонність — властивість патологічного процесу саморозвиватися незалежно від продовження дії його причинного фактора.
5. Еквіфінальність — множинність різних молекулярних і клітинних механізмів реалізації типового патологічного процесу, що призводять до однакового шляху його розвитку і вирішення (Б. Г. Режабек).
6. Онтогенетична динаміка — еволюційне вдосконалення механізмів регуляції і енергетичної економічності перебігу патологічного процесу (І. І. Мечников).

Патологічні процеси, для яких характерні всі перераховані ознаки, називаються типовими патологічними процесами. Прикладами патологічних процесів є:
- Запалення
- Гарячка
- Гіпоксія
- Алергія
- Стрес
- Пухлина
- Тромбоз
- Атрофія
- Дистрофія
- Атеросклероз

і тому подібне.